# Unión Regional
Unión Regional fue un grupo parlamentario ("Bancada") del Congreso de la República del Perú fundado en junio del año 2013 y conformado por cinco congresistas disidentes de Perú Posible y 3 congresistas renunciantes a la bancada Alianza por el Gran Cambio.

## Fundación
A comienzos de junio de 2013, Cecilia Tait, junto con Wuilian Monterola, Marco Tulio Falconí, Norman Lewis y Mariano Portugal, renunciaron a Perú Posible por diversas discrepancias con dicho partido.  A ellos se le sumó Humberto Lay, quien se alejó de la bancada de Alianza por el Gran Cambio en junio de 2013, luego de otras renuncias en dicha agrupación. 
En julio de 2013, se unen a esta bancada Lourdes Alcorta y Gaby Perez del Solar renunciantes a la bancada Alianza por el Gran Cambio al estar en contra la denominada repartija del Tribunal Constitucional y de la participación de dicha agrupación en la Mesa Directiva de Congreso.

## Periodo legislativo 2013-2014
Al ser 8 miembros presidieron la Comisión Agraria y la Comisión de Ética. Unión Regional fue una bancada independiente y en la mayoría de casos, de oposición al gobierno de Ollanta Humala.

## Integrantes
- Lourdes Alcorta, Lima
- Marco Falconí, Arequipa
- Humberto Lay, Lima
- Norman Lewis, Loreto
- Wuilian Monterola, Huancavelica
- Gaby Perez del Solar, Lima
- Mariano Portugal, Puno
- Cecilia Tait, Lima